# Igor Štagljar
Igor Štagljar rođen u Zagrebu, (Hrvatska) hrvatski je znanstvenik i izumitelj, profesor je na Odjelu za biokemiju i medicinsku genetiku na Sveučilištu u Torontu. Od 2014. dopisni je član Hrvatske akademije znanosti i umjetnosti.

## Životopis
Igor Štagljar je do svoje 22. godine živio i školovao se u Zagrebu, gdje je diplomirao 1990. molekularnu biologiju na Sveučilištu u Zagrebu. Školovanje je nastavio u Švicarskoj gdje je doktorirao molekularnu biologiju i mikrobiologiju 1994. Dva postdoktorska studija završava na Sveučilištu u Zürichu, na kojima je se bavi istraživanjima iz RNA polimeraze transkripcije u sisavaca te aspektima DNA replikacije i popravka kod kvasca. Na Sveučilištu u Zürichu radi od 1999. do 2002. kao mlađi voditelj grupe, a od 2002. do 2005. kao izvanredni profesor. Na Sveučilištu Washington u Seattleu usavršavao se kao gostujući znanstvenik 2001. Iz Švicarske odlazi u Kanadu, gdje od 2005. radi kao redovni profesor na Odjelu za biokemiju i medicinsku genetiku na Sveučilištu Toronto.

## Znanstveni rezultati
Zajedno sa svojim timom na Sveučilištu u Torontu otkrio je i patentirao tehnologiju membranskog dualnog sistema MYTH. Znanstveni časopis The Scientist je 2005. navedenu tehnologiju proglasio jednom od 10 vrhunskih tehnologija koje će obilježiti sljedećih 10 godina molekularne biologije. Istraživački tim prof. dr. Štagljara je 2007. putem MYTH tehnologije otkrio 6 novih proteina uključenih u nastanak genetičke bolesti cistične fibroze. Jedan od tih proteina, Tus1, pospješuje rad CFTR proteina koji je promijenjen u cističnoj fibrozi.
Tim Igora Štagljara sa Sveučilišta u Torontu te tim prof. dr. sc Ivana Đikića sa Sveučilišta u Frankfurtu zajedničkim su radom otkrili mogućnosti kombiniranog liječenja nekoliko ljudskih tumora. Otkrivena je nova molekula, odnosno protein pod imenom HDAC6 čijim uklanjanjem iz tumora se značajno usporava rast tumora. Stanice nekih tumora kod ljudi na svojoj površini stvaraju velike količine proteina koji se zovu Epidermal Growth Factor Receptor (receptor epidermalnog faktora rasta-EGFR). Uočeno je da HDAC6 komunicira s EGFR-om, uništavanjem HDAC6 u tumorskim stanicama značajno se smanjuje količina EGFR-a te se na taj način usporava rast i dioba tumorskih stanica. Očekuje se da će kombinirana terapija koja uništava HDAC6 i EGFR u budućnosti biti učinkovit način za liječenje karcinoma dojke, vrata, pluća, glave, debelog crijeva i gušterače.
Godine 2018. objavio je da je bio otkrio lijek za rak pluća koji je "spreman za upotrebu" te najavio da će se ubzro početi primjenjivati.

## Vanjske poveznice
- Pogled iz Kanade
- Igor Štagljar - hrvatski znanstvenik otkriva tajnu bolesti[neaktivna poveznica]